# Laura Ludwig
Pour les articles homonymes, voir Ludwig.
Laura Ludwig, née le 13 janvier 1986 à Berlin, est une joueuse de beach-volley allemande. Elle forme à partir de 2013 un duo avec sa compatriote Kira Walkenhorst, puis en 2019 avec Margareta Kozuch.

## Carrière
En 2003, elle remporte les Championnats du Monde jeunes de beach-volley avec Jana Kähker à Pattaya (Thaïlande).
Avec Sara Goller, elle est sacrée championne d'Europe en 2008 et en 2010, ainsi que vice-championne d'Europe en 2007 et 2009 et médaillée de bronze européenne en 2011. Elles finissent également 5èmes des Jeux olympiques de Londres 2012.
Avec Kira Walkenhorst, elle est médaillée de bronze aux Championnats d'Europe 2013 et remporte l'or européen en 2015 et en 2016.
Toujours associée à Kira Walkenhorst, elle remporte le titre olympique lors des Jeux olympiques de Rio en 2016, puis le titre de Championnes du Monde en 2017 à Vienne.
Après une pause dans sa carrière en 2018, elle reprend en 2019 associée cette fois-ci à Margareta Kozuch.

## Palmarès

### Jeux olympiques d'été
- Médaille d'or en 2016 à Rio de Janeiro, (Brésil) avec Kira Walkenhorst

### Championnats du Monde
- Médaille d'or en 2017 à Vienne (Autriche) avec Kira Walkenhorst

### Championnats d'Europe
- Médaille d'or en 2008 à Hambourg, (Allemagne)
- Médaille d'or en 2010 à Berlin, (Allemagne)
- Médaille d'or en 2015 à Klagenfurt, (Autriche) avec Kira Walkenhorst
- Médaille d'or en 2016 à Bienne (Suisse) avec Kira Walkenhorst
- Médaille d'argent en 2007 à Valence, (Espagne)
- Médaille d'argent en 2009 à Sotchi, (Russie)
- Médaille de bronze en 2011 à Kristiansand, (Norvège)
- Médaille de bronze en 2013 à Klagenfurt, (Autriche)